# Cryptochloris wintoni
Cryptochloris wintoni är en däggdjursart som först beskrevs av Robert Broom 1907.  Cryptochloris wintoni ingår i släktet Cryptochloris, och familjen guldmullvadar. IUCN kategoriserar arten globalt som akut hotad. Inga underarter finns listade.
Arten är uppkallad efter den brittiska zoologen William Edward de Winton som skrev flera avhandlingar om afrikanska däggdjur.
Cryptochloris wintoni skiljer sig från den andra arten i samma släkte genom en avvikande pälsfärg och en annan konstruktion av hammaren i örat. Den har en kroppslängd av 86 till 92 mm och saknar svans. Den glänsande pälsen på ovansidan är gulbrun till ljusbrun. I ansiktet är pälsen mera gulaktig än på bålen. Pälsen på undersidan har en ljusare färg. Vid framtassarna förekommer fyra fingrar men den fjärde är kort och har bara en liten klo. Störst är klon vid tredje fingret med en längd av nästan 11 mm och en maximal bredd av 4 mm.
Denna guldmullvad förekommer i ett mindre område kring staden Port Nolloth i nordvästra Sydafrika, sedan 50 år har ingen individ av arten påträffats. Habitatet utgörs av dyner vid stranden och andra områden med sand.
Arten gräver underjordiska tunnelsystem och boets gångar kan ihop vara 50 eller 60 meter långa. Tunnlarna ligger vanligen under någon form av växtlighet. Cryptochloris wintoni äter främst insekter och deras larver. Enligt en studie från 1951 ingår även afrikanska skinkar som saknar extremiteter i födan.